# NGC 2573A
NGC 2573A је спирална галаксија у сазвежђу Октант која се налази на NGC листи објеката дубоког неба.
Деклинација објекта је - 89° 7' 27" а ректасцензија 23h 12m 14,6s. Привидна величина (магнитуда) објекта NGC 2573 износи 13,9 а фотографска магнитуда 14,7. NGC 2573A је још познат и под ознакама ESO 1-9, AM 2247-892, IRAS 22443-8923, PGC 70680.